# Красное Знамя (Болховский район)
Красное Знамя — посёлок в составе Михнёвского сельского поселения Болховского района Орловской области. Население 13 человек (2010), 17 человек (к 2018 г.).

## История
Кандидат исторических наук А. Ю. Саран пишет (2015), что деревня под названием Михнева, пос. Красное Знамя входила в АТД: Лучанская вол., Болховский у., Паленский с/с, Михневский с/с, Болховский р-н (Болхов-1927. АТД-1976. АТД-2000. АТД-2010. АТД-2014. МЧС-2014).

## География
Деревня расположена в центральной части Среднерусской возвышенности в лесостепной зоне, на севере Орловской области. Уличная сеть не развита.
Климат
близок к умеренно-холодному, количество осадков является значительным, с осадками в засушливый месяц. Среднегодовая норма осадков — 627 мм. Среднегодовая температура воздуха в Болховском районе — 5,1 °C.

## Население
| 2010 |
| ---- |
| 13   |

103 чел. и 19 дворов (1926), 27 чел. (2000), 13 чел. (2010).
Возрастной состав
По данным администрации Михнёвского сельского поселения, опубликованным в 2017—2018 гг., в посёлке Красное Знамя проживают в 9 дворах 17 жителей, среди них: 0 человек до 7 лет, 1 человек от 7 до 18 лет, 5 человек от 18
до 30 лет, от 30 до 50 лет — 3 чел., от 50 до 60 лет — 0 чел., свыше 60 лет — 8 лет
Национальный состав
Согласно результатам переписи 2002 года, в национальной структуре населения
русские составляли 100 % от общей численности населения в 27 жителей

## Инфраструктура
Было развито сельское хозяйство.

## Транспорт
Просёлочные дороги.